# Lissy Pernthaler

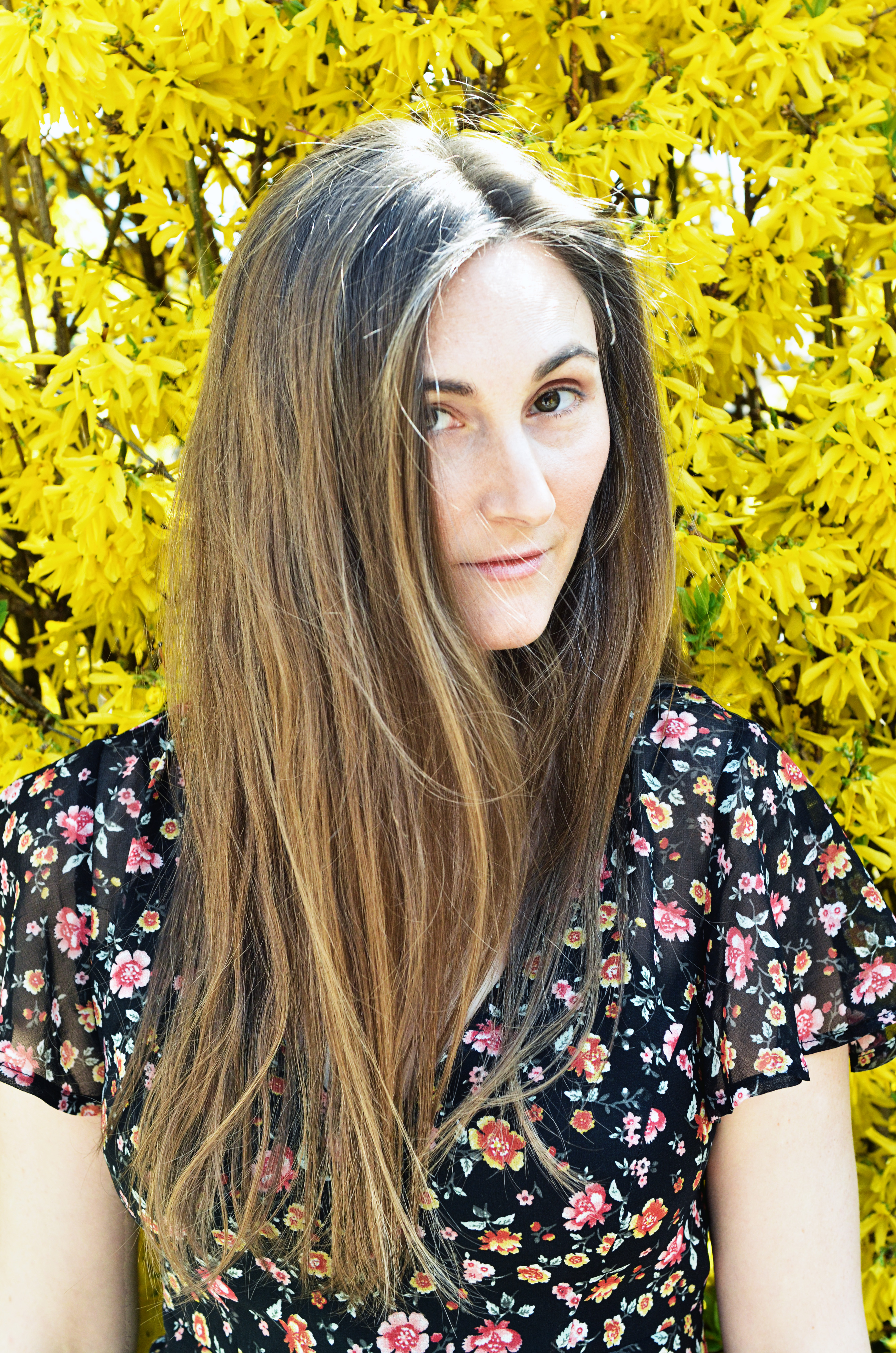
Lissy Pernthaler (2017)

Lissy Pernthaler (* 5. Mai 1983 in Bozen, Südtirol) ist eine italienische Schauspielerin, Autorin, und Performancekünstlerin.

## Leben

### Ausbildung
Lissy Pernthaler wuchs in Kaltern am See als ältestes von drei Kindern auf. Mit 12 Jahren spielte sie ihre erste Theaterrolle bei den Vereinigte Bühnen Bozen (VBB). Parallel zu ihrer Schulausbildung bis zum Abitur spielte sie in Bozen am Kleinkunsttheater Piccolo Teatro Carambolage.
Sie studierte von 2003 bis 2006 an der Schauspielschule Charlottenburg in Berlin.
Von 2010 bis 2014 studierte sie Europäische Medienwissenschaft (EMW) an der Universität Potsdam, unter anderem bei Dieter Mersch und schloss dieses mit einem Bachelor of Arts ab.
Parallel zu ihrem Studium absolvierte sie eine Yogaausbildung zur Kundalini-Yoga-Lehrerin in München, Berlin, Hamburg und Wien.

### Schauspiel
Lissy Pernthaler arbeitet seit 2006 als freie Schauspielerin.
Im Jahr 2009 gründete sie mit dem Schauspieler, Regisseur und Autor Can Fischer den „Kreaturen Verbund“ in Berlin, den sie bis 2013 mit ihm leitete, und zahlreiche Aufführungen zeitgenössischen Theaters entstanden. 2010 wurde der Kreaturen Verbund für „Deutschlands Kreativ- und Kulturpiloten“ nominiert.
2014 übernahm sie die Rolle der Protokollführerin in Oliver Hirschbiegels Film Elser – Er hätte die Welt verändert, für die sie von der Presse lobend hervorgehoben wurde.
2015 spielte sie in der Literaturverfilmung „Maikäfer flieg!“ nach dem Roman von Christine Nöstlinger unter der Regie von Miriam Unger die Rolle der russischen Soldatin Ludmilla.
Im selben Jahr wirkte sie bei der ersten Webserie Südtirols „Crimetube Südtirol“ mit, die im Frühjahr 2018 online ausgestrahlt wird und komplett von Südtiroler Filmschaffenden kreiert wurde.

### Performancekunst
Ab 2007 brachte sie regelmäßig unter ihrem Performance-Label Blütenwerfer Performances Solo- und Gruppenperformances zur Aufführung. Arbeitete sie anfangs noch mit Schauspielern, Tänzern und Performern, die sie in Szene setzte, kam sie ab 2011 immer mehr davon ab und kreiert seither sogenannte „Performative Aktionsräume“, in denen der Besucher selbst zum Performer wird.

### Autorin
Seit 1999 schreibt Lissy Pernthaler Gedichte und Kurzgeschichten. 2002 gewann sie zum ersten Mal den Literarischen Wettbewerb der Stiftung Südtiroler Sparkasse und des Südtiroler Autorenbundes in der Sparte Lyrik. Beim zweijährig ausgeschriebenen Preis gewann sie bis zum Ende der Altersbegrenzung im Jahre 2010 jedes Mal in mindestens einer Kategorie: Lyrik, Prosa oder szenische Texte.
Im Jahr 2009 war sie Stipendiatin der Hermann-Sudermann-Stiftung in Berlin. Im selben Jahr erschien ihr erster Kurzgeschichten Band „Lorbeer und Zitrone“ im Sakrabaeus Verlag Innsbruck. 2013 erschien ihr E-Book „Die Intelligenz des Plankton“ bei KDP Select, dem Online-Publishing-Dienst von Amazon. 2011 wurde sie zusammen mit Schauspieler, Regisseur und Autor Can Fischer bei den Bozner Autorentagen mit ihrem Stück „Volksmund“ nominiert. Im Jahr 2013 war sie im selben Wettbewerb unter den drei Finalisten und entwickelte in der Autorenwerkstatt unter der Leitung des österreichischen Dramatikers Andreas Jungwirth ihr erstes abendfüllendes Bühnenstück „Gezeiten. Ein Stück Ebbe und Flut“, das frei zur Uraufführung steht. Ebenfalls 2013 schrieb sie mit Studenten des Studienganges „Szenisches Schreiben“ der Universität der Künste Berlin (UdK Berlin) eines von fünf Hörstücken zum 50. Todestag von John F. Kennedy über den Tag der Ermordung Kennedys aus der Sicht seiner Frau Jackie Kennedy für das Kulturradio des Rundfunk Berlin-Brandenburg, welche unter der Regie von Regine Ahrem produziert wurden.
Im Sommer 2013 erschien eine Vorlesegeschichte in der Monatszeitschrift Benjamin Blümchen mit dem Titel Hoher Besuch im Zoo, die Pernthaler geschrieben hat. Im April 2015 widmete der Sender Rai Südtirol seine Sendereihe Dichtung und Musik den Gedichten der Südtiroler Literatin.

### Sonstiges
Von 2014 bis 2015 organisierte sie in Südtirol das Format „Südtirolkrimi Wanderung“ maßgeschneidert zu den Krimiromanen der Südtirolkrimi-Reihe des deutschen Autors und Südtirolliebhabers Ralph Neubauer.

## Filmografie (Auswahl)
- 2015: Elser – Er hätte die Welt verändert
- 2016: Maikäfer flieg!
- 2017: Crimetube Südtirol, Regie: Andy Hartner, Riccardo Angelini
- 2017: I’m – Infinita come lo spazio (I’m – Endless like the space), Regie: Anne Riita Ciccone
- 2018: Servus Baby, Regie: Natalie Spinell
- 2018: Un confine incerto (An uncertain border[4]), Regie: Isabella Sandri
- 2020: Hochwald
- 2023: Der Bozen-Krimi: Die Todsünde
- 2024: Woodwalkers
- 2024: Polvo serán
- 2025: Happyland

## Theater (Auswahl)
- 1994 Scrooge Eine Musical – Weihnachtsgeschichte, Vereinigte Bühnen Bozen, Rolle: Der Geist der Vergangenen Weihnacht
- 1998 Ein Sommernachtstraum – Sogno di und notte di mezzaestate, Theater Carambolage Bozen, Rolle: Hermia
- 2001 L’etranger, Theater Carambolage Bozen, Rolle: Marie
- 2004 Wilhelm Tell, Deutsches Nationaltheater Weimar, Rolle: Tänzerin
- 2005 Berliner Tempo, ein Friedrich Holländer Gesangsabend, Studiotheater Charlottenburg, Rolle: Nana
- 2007 Schlafzimmergäste, Studiotheater Charlottenburg, Rolle: Jan
- 2007 Gefährliche Liebschaften, Theater Marameo Magdeburg, Rolle: Cécile
- 2007 Kaderschmiede, Soloprogramm mit Chansons, Theater Innenseite Kaltern, Rolle: Ella
- 2008 Romeo und Julia, Theater Marameo Magdeburg, Rolle: Julia
- 2008 Ben & Gus, Theater Carambolage Bozen, Rolle: Gus
- 2009 George Dandin, Freilichtspiele Südtiroler Unterland, Rolle: Angélique
- 2010 Regen übers Land, Theater an der Etsch, Rolle: Hanna/Anna
- 2010: Vernissage, Kleisthaus Berlin, Rolle: Vera
- 2011: Im Licht – Pola Negri, Brotfabrik Berlin, Rolle: Pola Negri

## Performances (Auswahl)
- 2007: Deine Haut mit Worten (Soloperformance)
- 2007: Körperquelle – Quellkörper
- 2007: Mein Herz, in Stille getaucht (Soloperformance)
- 2008: Teighaut – Eine Zerreißprobe
- 2008: Intim – Ex Team
- 2009: Anaesthesia – Wo kommst du zu dir?
- 2009: Kokon (Soloperformance)
- 2010: Zartbitter
- 2011: Du bist heilig! (Performativer Aktionsraum)
- 2012: Meine Haut mit Worten (Soloperformance)
- 2012: Dark Diary (Videoperformance)
- 2013: Seelenpost (Performativer Freiluftaktionsraum)
- 2013: Between Heaven and Earth (Gruppenausstellung)
- 2014: Shuniya
- 2016: Erdstern – Mein Herz ist ein Garten | Eine literarische, meditativ-performative Verwurzelung
- 2017: Der graue Alltag ist die wiederkehrende Begegnung mit Dir selbst. | Eine menschliche Entdeckungsreise als spirituelles Wesen | X-art Kunstfestival, Eisenstadt, Burgenland
- 2019: Triptychon. Geburtswehen der Seele | Ein Transformationsprozess | Fondazione Antonio Dalle Nogare, Bozen/Italien
- 2020: Ava 01 Tailspin | Eine performative Epiphanie | Transart Festival Südtirol/I | ArtTruck „Wunderkammer“ | In Zusammenarbeit mit dem Südtiroler Künstlerbund, kuratiert von Eva von Ingram Harpf
- 2024: Ich bin ein Boot | Eine lyrische Video-Performance: Ein Gedicht wird zum Video, wird zur Videostill-Collage, wird zu Live-Tanz-Performance. Galerie SKB Artes, Ausstellung „Schlüsselwerke“
- 2024: Zyklus Heimat | Kokon | Südtiroler Klischee-Kabinett | Heimat finden in mir, Gruppenausstellung „Konzept Heimat“ des Heimatpflegeverbandes Südtirol mit dem Südtiroler Künstlerbund